# Joe Louis Arena
Joe Louis Arena v Detroitu je jedna z nejstarších hokejových hal v NHL. Byla slavnostně otevřena v 12. prosince 1979 na památku boxera Joe Louise. Náklady na výstavbu v tehdejší době činily 57 miliónů amerických dolarů. Je ve vlastnictví města Detroit a provozuje jí společnost Olympia Entertaiment. V roce 1980 zde konalo republikánské národní shromáždění na němž byl jmenován jako kandidát na prezidenta Ronald Reagan. Původní kapacita byla 19 275, ale dnes činí 20 066. Domovským týmem do roku 2017 byli Detroit Red Wings hrající NHL. Na jednu sezónu zde sídlily Detroit Pistons hrající NBA. U stropu této slavné haly visí například číslo 9 - Gordie Howe a 19 - Steve Yzerman současného generálního manažera Detroit Red Wings. Oba dva jsou členy hokejové síně slávy v Torontu. Joe Louis Arena sídlí v ulici Steve Yzermana, která je pojmenovaná právě po tomto hráči slavného klubu.
V roce 2017 byla otevřena nová hokejová aréna Little Caesars Arena za 450 milionů dolarů, umístěná na místě bývalého hotelu Park Avenue. Budova hotelu byla odstřelena v červenci 2015.